# Filakterie (sztuka)

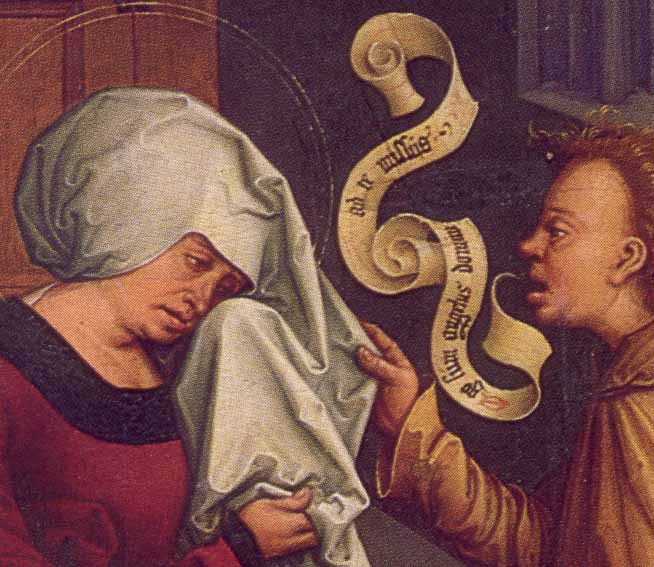
Filakterie na fragmencie obrazu Bernharda Strigela ze świętą Anną i aniołem, ok. 1506

Filakterie – banderole, motyw dekoracyjny w formie wstęg o zawijających się końcach.
Zawierają napisy odnoszące się do treści przedstawienia i występują jako element obrazu. Szczególnie popularne w malarstwie średniowiecznym.
Także nazwa wstęgi z tekstem dewizy w barokowej ornamentyce.